# 電リク
電リク（でんリク）は、放送番組において聴取者、視聴者が電話を架電し、楽曲等の放送を求める企画で「電話リクエスト」の略。

## 概要
日本の放送局では1952年12月24日に、神戸放送（現在のラジオ関西）がクリスマス特番である『クリスマス・テレホンリクエスト』として電リクを実施したのが最初と言われており、当日リクエストが2000件舞い込み、企画が成功した事で、ラジオ関西は翌年から深夜番組で電話リクエスト番組をスタートさせた 。以後、他局も追随する事となる。
リクエストの受付の流れは、ラジオ局に架電すると電話オペレータに繋がり、リスナーの個人情報とリクエスト楽曲や番組に対するメッセージの問いに応答し、受付を完了させるシステムである。また、放送尺の都合でオペレーターからサブルームにいるスタッフへメッセージを届ける時間を考慮し、電話受付時間を設定している。
番組によっては専用の留守番電話を使用し、録音された声を放送に流すこともあった。
しかし、2010年代以降オペレーターの人員確保の経費や番組制作費の兼ね合いや、携帯電話の普及率向上やインターネットサービス加入者の増加により、電子メールでのリスナーメッセージ投稿の割合が高くなった結果、電話リクエストを実施する番組は極少数となった。
2018年4月時点で、ラジオ局では全時間帯で音楽番組を編成しているが、リスナーメッセージ募集も電子メールやSNSで募る事が多いため、電話リクエスト形式をレギュラーでは採用していない。稀に特別番組として電話リクエスト番組を編成するケースは存在している。

## 放送番組

### 現在

#### AM局
- 演歌deリクエスト（四国放送）
- 電リクじゃんけん（RKBラジオ）

### 過去

#### AM局
- 福山雅治のオールナイトニッポンサタデースペシャル・魂のラジオ（ニッポン放送　土曜日：23:30 - 25:00）
- 電リクパラダイス 山ちゃん・志穂のサンデーバズーカ!!（TBSラジオ）
- バズーカ山寺のうたきんダイナマイト!!（TBSラジオ） - 1997年4月 - 12月
- ミスDJ電リクパレード（文化放送）
- 決定!全日本歌謡選抜（文化放送）
- 電リクときめき倶楽部 フォーエバー・ヤング（文化放送）
- 竹内靖夫の電リク・ハローパーティー（文化放送） - 2005年 - 2009年
- 涙の電話リクエストシリーズ（ニッポン放送）
- お願い!DJ!小林克也青春ベストヒットリクエスト（ニッポン放送）
- オールナイトニッポンサンデー 電話リクエスト（ニッポン放送）
- ナインティナインのオールナイトニッポン（ニッポン放送）
- 電リクデリバリー（茨城放送）
- IBSミュージックデリバリー→IBSレディオヘヴン（茨城放送）
- ベストテンほっかいどう（北海道放送）※電話リクエストを実行していた期間は、1971年 - 1999年
- 西靖&桜井一枝のわくわく土曜リクエスト（MBSラジオ）
- 鈴木ダイのデンリク3G（ラジオ日本）
- FRIDAY SUPER COUNTDOWN 50（文化放送）※電話リクエストを実行していた期間は1994年4月 - 2010年10月
- 午後のまりやーじゅ（NHKラジオ第1）
- 江川トオルのこの曲を今日電リクで!（北陸放送）
- 電リクワイド GO!GO!サタデイ（STVラジオ）
- ラッキーリクエスト まわせ!ダイヤル（STVラジオ）
- 歌謡曲ふれあい電話リクエスト（秋田放送）
- 鳳楽・上ちゃんの歌謡曲電リクでナイト（SBSラジオ）

#### FM局
- J's CALLING（J-WAVE）
- GROOVE LINE（J-WAVE）※電話リクエストを実行していた期間は、1998年4月 - 2008年3月
- BAY LINE 7300シリーズ（bayfm） - 1991年4月 - 2009年3月
- サイバーテレフォンリクエスト（bayfm） - 1989年10月 - 1997年1月
- Ken Rock Station（エフエム石川） - 1990年3月 - 2009年3月
- THE HIT OPERATION（NACK5）-　1993年10月 - 2000年9月
- SUPER HIT OPERATION 電リクキング（NACK5） - 1996年10月 - 1998年3月
- SUNSET CALLING→RADIO-izm（FM-FUJI）※電話リクエストを実行していた期間は、1990年10月 - 2008年3月
- SUNSHINE BREEZE（FM-FUJI） - ※電話リクエストを実行していた期間は、1989年 - 1998年3月
- INTER-ACT QZ（FM-FUJI） - 1994年4月 - 1998年3月
- GUCHY CALL→NORTH WAVE MEGA LINE（FM NORTHWAVE）
- DJ TETSUYA,REQUEST MASTER（FM NORTHWAVE）2005年4月 - 2008年9月
- STADIUM ROCK!!（FM-FUJI 土曜日）※電話リクエストを実行していた期間は、2009年3月で終了
- WONDERFUL WORLD（TOKYO FM） 2007年4月 - 2010年3月
- FM電リク・テレホンジャック7（AIR-G'）

など

#### テレビ
- 歌謡リクエストショー（NHK総合）
- テレビ電話リクエスト（フジテレビ）1965年
- 電リク! BEAT BOX!（MXテレビ（現在のTOKYO MX）） 1997年11月 - 2001年12月
- ファンキー・トマト 電リクワイド90分!（テレビ神奈川）
- 電リク野郎ELVIS（スペースシャワーTV）1998年4月 - 2000年3月

など